# إغريمة باتاغونية
غريميا باتاغونية (الاسم العلمي: Grimmia patagonica) هي نوع من النباتات تتبع جنس الغريميا من الفصيلة الغريمية.